# Vĩnh Yên
Vĩnh Yên è una città del Vietnam, situata nella provincia di Vinh Phuc.